# William Edward Boeing
William Edward Boeing, né le 1er octobre 1881 à Détroit dans le Michigan et mort le 28 septembre 1956 au Puget Sound dans l'État de Washington (à bord de son yacht, le Taconite), est un aviateur et entrepreneur américain, fondateur de la compagnie Boeing.

## Origines
William Boeing est le fils de Marie O. Ortmann, originaire de Vienne (empire d'Autriche) et d'un ingénieur prussien, Wilhelm Böing (1846–1890), né à Limbourg-sur-la-Lenne (royaume de Prusse), couple émigré aux États-Unis en 1868, qui fait fortune dans l'exploitation minière du gisement de Mesabi Range (Minnesota), et forestière, du côté de North Woods, dans la forêt mixte laurentienne, entre les Grands Lacs et les Appalaches. Son père meurt de la grippe en 1890 et sa mère décide de retourner en Europe, en Suisse, avec ses enfants. Le jeune William effectue sa première scolarité à Vevey. Puis il retourne aux États-Unis, et entre en classe préparatoire à la St. Paul's School (New Hampshire). En 1898, il est admis à l'université Yale, à la Sheffield Scientific School, en ingénierie.
En 1903, William quitte ses études et reprend et développe dans l'État de Washington les activités forestières de son père.

## Débuts à Seattle: avions pour la marine
Le jeune William est plutôt intéressé par l'architecture navale lorsqu'en 1909 à l'Exposition Universelle de Seattle, il voit un avion  pour la première fois .
Lors du premier meeting aérien des États-Unis en 1910, Boeing essaye de faire un vol à bord d'un des avions, mais aucun de la douzaine d'aviateurs qui participent à l'événement n'accepte de l'emmener. Boeing revient à Seattle déçu, déterminé à en savoir plus sur cette nouveauté qu'est encore l'aviation.
Neveu de Ludwig Böing, industriel dans la filature de tissus à Mulhouse alors en Alsace-Lorraine dans l'Empire allemand, il aurait, selon l'association des Anciens aérodromes, effectué dans cette région plusieurs stages chez le constructeur 
aéronautique Aviatik, créé en 1910. Il aurait également appris à piloter à l'aérodrome de Mulhouse-Habsheim.
En 1916, il fonde avec George Westervelt la B & W Pacific Aero Products, qui devient en avril 1917 la Boeing Airplane Company, lors de la commande, en pleine Première Guerre mondiale, de cinquante appareils par la marine des États-Unis.

## Aviation civile et diversification des activités
Après le conflit, l'État américain ne commande plus d'avion. La Première Guerre mondiale étant terminée, Boeing essaye de sauver sa firme. Il renvoie quelques centaines d'ouvriers, puis fabrique des bateaux, en attendant que l'aviation reprenne. En ces temps de prohibition, quelques trafiquants d'alcool ont besoin de navires.
Toujours innovant, il crée une ligne aéropostale entre les États-Unis et le Canada.
Il construit des avions civils et s'occupe de service aérien du courrier.
En 1934, il doit, en vertu de la loi anti-trust, scinder sa société en trois entités dont deux existent toujours : le fabricant d'avions Boeing et la compagnie aérienne United Airlines. Il reçoit la même année la médaille Daniel-Guggenheim.
Ironiquement, alors qu'il est à la tête de l'entreprise, William Boeing commande auprès de Douglas, son concurrent, deux avions :
un Dolphin qu'il échange par la suite, après avoir revendu ces parts contre un DC-5.
Après cela, Boeing se retire des affaires pour s'occuper d'élevage de chevaux.
Il meurt d'une crise cardiaque en 1956, dans les eaux du Puget Sound, dans l'État de Washington, à bord de son yacht, le Taconite.